# Juan José Alcolea
Juan José Alcolea Jiménez (Badajoz, 26 de gener de 1946 - Madrid, 3 de gener de 2021) fou un escriptor, poeta i professor mercantil espanyol.
Nascut a Badajoz, ben aviat es traslladà a Socuéllamos, on visqué la seva infància i joventut, fins que el 1970 anà a viure a Madrid, on alterna la seva feina en una empresa financera amb els seus estudis mercantils. Casat el 1972, situa el seu lloc de residència a Alcorcón, on comença a fer classes, es llicencia en Geografia i Història per la UNED, mentre continua la seva tasca en el sector mercantil.
Després de llicenciar-se per la UNED, cap a principis dels anys noranta comencen a créixer les seves inquietuds literàries abandonades des de la joventut, i successius premis al llarg i ample d'Espanya li fan replantejar la seva vocació i dedicar activament a l'escriptura. La investigació, l'escriptura, les col·laboracions, la promoció d'associacions i revistes literàries omplen una part important de la seva vida. Fou vicepresident de l'associació literària "Verbo Azul" i codirector, juntament amb Ana Garrido, de la revista "La hoja azul en blanco".
Cap a principis dels anys noranta retornen les seves inquietuds literàries abandonades des de la joventut, i els successius premis que va rebent li fan replantejar la seva vocació i dedicar activament a l'escriptura. La investigació, l'escriptura, les col·laboracions, la promoció d'associacions i revistes literàries comencen a tenir una part transcendental en la seva trajectòria com a escriptor.
Alcolea fou col·laborador de nombroses revistes i autor de diversos poemaris, entre els quals es troba «Dejadme mi libertad» (1998), «Cerco de sombras» (2004), «Sin más demora» (2004), «Pues fui de llama amor: estas cenizas» (2005), «Paisajes para un atardecer» (2006), «Aquel tiempo de agraz» (2007), «Hay un cuerpo desnudo sobre el lino», (2010), «Cuadernos de Socuéllamos» (2011), «Los nombres de los otros» (2012) «Calendarios dispares» juntament amb Ana Garrido, (2014) «Mujeres» (2017) i «Umbrales de la luz» (2017).
L'editorial Lastura, va publicar el novembre del 2020 el seu darrer llibre «Antología de supervivencia I»
Durant la seva trajectòria vital va rebre molts premis literaris, entre els quals es troben el “Hermanos Argensola” de Barbastro, “Amantes de Teruel” dues vegades, “Tomás Navarro Tomás” a La Roda, “Artifice” a Loja, el “Ciudad de Astorga”, “Raimundo Escribano” a Alacant, los “Aurelio Guirao” i “Luys Santamarina” a Cieza, el “Mario López” a Bujalance o “La bufanda” a Coslada.
El gener del 2021 va morir a causa d'una aturada cardiorespiratòria.